# Marianne Feichtner
Marianne Feichtner ist eine deutsche Eisstockschützin.

## Werdegang
Marianne Feichtner hat sich von früher Jugend an für das Eisstockschießen interessiert und engagiert. So gehörte sie als Mitglied des TuS Engelsberg zu den Gründern der Eisstocksparte ihres Vereins, mit dem sie ab 1988 an den Wettkämpfen – zunächst in der Kreisklasse – teilnahm. Wenn auch größere Erfolge ihres Vereins zunächst ausblieben, entwickelte sie sich sportlich weiter und wurde in die deutsche Eisstockschützen-Nationalmannschaft berufen, mit der sie 1996 Mannschafts-Europameisterin wurde. Auch im Folgejahr 1997 nahm sie an der Europameisterschaft teil, bei der die deutsche Mannschaft den 2. Platz belegte. Höhepunkt ihrer Karriere war dann 1998 der Gewinn des Weltmeistertitels.
Für den Gewinn dieses Titels wurde die gesamte deutsche Eisstockschützenmannschaft 1999 zur Verleihung für das Silberne Lorbeerblatt vorgeschlagen, das Bundesinnenminister Otto Schily am 23. Februar 2000 den Weltmeistern im Eisstockschießen überreichte.
2005 gewann Feichtner mit ihrer Mannschaft den Deutschen Meistertitel. Im gleichen Jahr wurde das Team Dritter beim Wilhelm-Neubronner-Pokal. 2007 reichte es für die Mannschaft nur zu einem vierten Platz.